# Unione Sportiva Avellino 1990-1991
Questa pagina raccoglie le informazioni riguardanti l'Unione Sportiva Avellino nelle competizioni ufficiali della stagione 1990-1991.

## Stagione
Nel campionato di serie B 1990-1991, l'Avellino si presenta con un nuovo tecnico Francesco Oddo e con una rosa, sulla carta, meno competitiva rispetto alla stagione precedente. Ma nonostante questo i Lupi nelle prime giornate del torneo illudono i tifosi biancoverdi con una serie di buoni risultati, che lo portano al primo posto della classifica. Ma è una gioia breve che dura fino a fine ottobre, perché ben presto l'Avellino indietreggia sempre più in classifica, tanto da chiudere il torneo al quart' ultimo posto in classifica a pari punti con la Salernitana, il Modena, il Pescara ed il Cosenza. Riesce a salvarsi grazie al pareggio (0-0) ottenuto nell'ultima giornata sul campo della già promossa Cremonese, che gli consente di avere una migliore classifica avulsa rispetto a Salernitana e Cosenza, costrette allo spareggio per evitare la retrocessione in Serie C1. In questa classifica stilata tra le cinque squadre arrivate al quart'ultimo posto con 36 punti, Avellino, Modena, Pescara, Cosenza e Salernitana, si è tenuto conto del maggior numero di punti e della miglior differenza reti in questo gruppetto, per stabilire quali dovessero disputare lo spareggio salvezza, ovviamente le ultime due. E' toccato al Cosenza ed alla Salernitana, il Cosenza si è salvato vincendolo (1-0), mentre la Salernitana è retrocessa con Barletta, Triestina e Reggina. Prima di iniziare il campionato, gli irpini hanno disputato il primo turno della Coppa Italia, nel quale sono stati eliminati dal Taranto.

## Rosa
| N. |                   | Ruolo | Calciatore                        |
| -- | ----------------- | ----- | --------------------------------- |
|    | Italia (bandiera) | P     | Carmine Amato                     |
|    | Italia (bandiera) | P     | Fabio Brini                       |
|    | Italia (bandiera) | P     | Claudio Garella                   |
|    | Italia (bandiera) | D     | Catello Cimmino                   |
|    | Italia (bandiera) | D     | Domenico Colletto                 |
|    | Italia (bandiera) | D     | Massimo Drago                     |
|    | Italia (bandiera) | D     | Moreno Ferrario                   |
|    | Italia (bandiera) | D     | Gianluca Franchini                |
|    | Italia (bandiera) | D     | Augusto Gentilini                 |
|    | Italia (bandiera) | D     | Roberto Miggiano                  |
|    | Italia (bandiera) | D     | Aniello Parisi                    |
|    | Italia (bandiera) | D     | Carmelo Parpiglia (vice capitano) |
|    | Italia (bandiera) | D     | Massimo Piscedda                  |
|    | Italia (bandiera) | D     | Andrea Ramponi                    |
|    | Italia (bandiera) | D     | Luca Sommella                     |

| N. |                   | Ruolo | Calciatore                    |
| -- | ----------------- | ----- | ----------------------------- |
|    | Italia (bandiera) | D     | Viero Vignoli                 |
|    | Italia (bandiera) | C     | Salvatore Avallone            |
|    | Italia (bandiera) | C     | Lorenzo Battaglia             |
|    | Italia (bandiera) | C     | Costanzo Celestini (capitano) |
|    | Italia (bandiera) | C     | Luigi D’Alessio               |
|    | Italia (bandiera) | C     | Angelo Ferraro                |
|    | Italia (bandiera) | C     | Francesco Fonte               |
|    | Italia (bandiera) | C     | Fabrizio Pugliese             |
|    | Italia (bandiera) | C     | Luigi Voltattorni             |
|    | Italia (bandiera) | A     | Luca Campistri                |
|    | Italia (bandiera) | A     | Gianfranco Cinello            |
|    | Italia (bandiera) | A     | Libero Daniele Manfredi       |
|    | Italia (bandiera) | A     | Eduardo Raimo                 |
|    | Italia (bandiera) | A     | Fabrizio Ravanelli            |
|    | Italia (bandiera) | A     | Orazio Sorbello               |

## Risultati

### Serie B

#### Girone di andata
| Arbitro: | Felicani (Bologna) |

|            |           |  |
| Cinello 9’ | Marcatori |  |

| Udine 16 settembre 1990 2ª giornata | Udinese          | 0 – 0 | Avellino | Stadio Friuli\| Arbitro: \| Cornieti (Forlì) \| |
| Arbitro:                            | Cornieti (Forlì) |       |          |                                                 |

| Arbitro: | Scaramuzza (Mestre) |

|                                           |           |              |
| Sorbello 8’, 47’ F. Signorelli 45’ (aut.) | Marcatori | 19’ Pistella |

| Arbitro: | Cardona (Milano) |

|                  |           |                        |
| M. Donatelli 18’ | Marcatori | 35’ Fonte 90’ Piscedda |

| Avellino 7 ottobre 1990 5ª giornata | Avellino         | 0 – 0 | Salernitana | Stadio Partenio\| Arbitro: \| Lanese (Messina) \| |
| Arbitro:                            | Lanese (Messina) |       |             |                                                   |

| Arbitro: | Guidi (Bologna) |

|               |           |           |
| Cambiaghi 71’ | Marcatori | 74’ Fonte |

| Arbitro: | Chiesa (Livorno) |

|             |           |  |
| Cinello 55’ | Marcatori |  |

| Arbitro: | Ceccarini (Livorno) |

|                |           |  |
| Giacchetta 54’ | Marcatori |  |

| Avellino 4 novembre 1990 9ª giornata | Avellino           | 0 – 0 | Triestina | Stadio Partenio\| Arbitro: \| Fabricatore (Roma) \| |
| Arbitro:                             | Fabricatore (Roma) |       |           |                                                     |

| Arbitro: | Magni (Bergamo) |

|                                                          |           |  |
| Baiano 5’, 22’ (rig.) Signori 36’ Rambaudi 54’ Porro 77’ | Marcatori |  |

| Arbitro: | Coppetelli (Tivoli) |

|                                 |           |  |
| W. Casagrande 23’ Pierleoni 70’ | Marcatori |  |

| Arbitro: | Cardona (Milano) |

|              |           |                              |
| Sorbello 15’ | Marcatori | 2’ De Agostini 59’ Ravanelli |

| Arbitro: | Iori (Parma) |

|            |           |  |
| Longhi 12’ | Marcatori |  |

| Avellino 9 dicembre 1990 14ª giornata | Avellino                      | 0 – 0 | Cosenza | Stadio Partenio\| Arbitro: \| Boemo (Cervignano del Friuli) \| |
| Arbitro:                              | Boemo (Cervignano del Friuli) |       |         |                                                                |

| Arbitro: | Dal Forno (Ivrea) |

|              |           |  |
| Piscedda 44’ | Marcatori |  |

| Arbitro: | Rosica (Roma) |

|  |           |                |
|  | Marcatori | 5’ Voltattorni |

| Avellino 6 gennaio 1991 17ª giornata | Avellino            | 0 – 0 | Pescara | Stadio Partenio\| Arbitro: \| Amendolia (Messina) \| |
| Arbitro:                             | Amendolia (Messina) |       |         |                                                      |

| Arbitro: | Boemo (Cervignano del Friuli) |

|                            |           |  |
| Tedesco 28’ B. Carbone 65’ | Marcatori |  |

| Arbitro: | Coppetelli (Tivoli) |

|               |           |  |
| Parpiglia 69’ | Marcatori |  |

#### Girone di ritorno
| Arbitro: | Fabricatore (Roma) |

|               |           |  |
| Bonometti 38’ | Marcatori |  |

| Arbitro: | Bazzoli (Merano) |

|                             |           |  |
| Gentilini 11’ Battaglia 50’ | Marcatori |  |

| Arbitro: | Chiesa (Livorno) |

|                                           |           |  |
| Fonte 18’ (aut.) Carrara 49’ Pistella 63’ | Marcatori |  |

| Arbitro: | De Angelis (Civitavecchia) |

|             |           |              |
| Cinello 36’ | Marcatori | 23’ Pascucci |

| Arbitro: | Nicchi (Arezzo) |

|                |           |                    |
| Ceramicola 55’ | Marcatori | 4’ (aut.) Lombardo |

| Arbitro: | Iori (Parma) |

|                             |           |  |
| Fonte 7’ Cinello 53’ (rig.) | Marcatori |  |

| Arbitro: | Cardona (Milano) |

|                                   |           |                    |
| Moz 5’ Brogi 29’ Nitti 83’ (rig.) | Marcatori | 85’ (rig.) Cinello |

| Arbitro: | Bettin (Padova) |

|             |           |                                  |
| Cinello 17’ | Marcatori | 27’, 46’ Zannoni 81’ D. Agostini |

| Arbitro: | Rosica (Roma) |

|                               |           |               |
| Urban 5’ U. Marino 75’ (rig.) | Marcatori | 48’ Parpiglia |

| Arbitro: | Bruni (Arezzo) |

|                      |           |                        |
| Battaglia 64’ (rig.) | Marcatori | 44’ (rig.), 56’ Baiano |

| Arbitro: | F. Baldas (Trieste) |

|              |           |              |
| Sorbello 73’ | Marcatori | 40’ Spinelli |

| Reggio Emilia 28 aprile 1991 31ª giornata | Reggiana                   | 0 – 0 | Avellino | Stadio Mirabello\| Arbitro: \| De Angelis (Civitavecchia) \| |
| Arbitro:                                  | De Angelis (Civitavecchia) |       |          |                                                              |

| Arbitro: | Trentalange (Torino) |

|                           |           |              |
| Sorbello 18’ Piscedda 34’ | Marcatori | 22’ Di Livio |

| Cosenza 12 maggio 1991 33ª giornata | Cosenza         | 0 – 0 | Avellino | Stadio San Vito\| Arbitro: \| Guidi (Bologna) \| |
| Arbitro:                            | Guidi (Bologna) |       |          |                                                  |

| Arbitro: | Chiesa (Livorno) |

|                  |           |  |
| D. Pellegrini 6’ | Marcatori |  |

| Arbitro: | Scaramuzza (Mestre) |

|               |           |  |
| Campistri 69’ | Marcatori |  |

| Pescara 2 giugno 1991 36ª giornata | Pescara         | 0 – 0 | Avellino | Stadio Adriatico\| Arbitro: \| Monni (Sassari) \| |
| Arbitro:                           | Monni (Sassari) |       |          |                                                   |

| Arbitro: | Dal Forno (Ivrea) |

|             |           |                |
| Vignola 63’ | Marcatori | 56’ B. Carbone |

| Cremona 16 giugno 1991 38ª giornata | Cremonese           | 0 – 0 | Avellino | Stadio Giovanni Zini\| Arbitro: \| F. Baldas (Trieste) \| |
| Arbitro:                            | F. Baldas (Trieste) |       |          |                                                           |

### Coppa Italia

#### Primo turno
| Arbitro: | Guidi (Bologna) |

|                    |           |              |
| Cinello 42’ (rig.) | Marcatori | 63’ Clementi |

| Arbitro: | Frigerio (Milano) |

|                                   |           |  |
| Turrini 60’ D'Ignazio Pulpito 89’ | Marcatori |  |

## Statistiche

### Statistiche di squadra
| Competizione | Punti | In casa | In casa | In casa | In casa | In casa | In casa | In trasferta | In trasferta | In trasferta | In trasferta | In trasferta | In trasferta | Totale | Totale | Totale | Totale | Totale | Totale | DR  |
| Competizione | Punti | G       | V       | N       | P       | Gf      | Gs      | G            | V            | N            | P            | Gf           | Gs           | G      | V      | N      | P      | Gf     | Gs     | DR  |
| ------------ | ----- | ------- | ------- | ------- | ------- | ------- | ------- | ------------ | ------------ | ------------ | ------------ | ------------ | ------------ | ------ | ------ | ------ | ------ | ------ | ------ | --- |
| Serie B      | 36    | 19      | 9       | 7       | 3       | 20      | 12      | 19           | 2            | 7            | 10           | 7            | 24           | 38     | 11     | 14     | 13     | 27     | 36     | -9  |
| Coppa Italia |       | 1       | 0       | 1       | 0       | 1       | 1       | 1            | 0            | 0            | 1            | 0            | 2            | 2      | 1      | 0      | 1      | 1      | 3      | -2  |
| Totale       |       | 20      | 9       | 8       | 3       | 21      | 13      | 20           | 2            | 7            | 11           | 7            | 26           | 40     | 11     | 15     | 14     | 28     | 39     | -11 |

### Statistiche dei giocatori
| Giocatore     | Serie B  | Serie B | Serie B     | Serie B    | Coppa Italia | Coppa Italia | Coppa Italia | Coppa Italia | Totale   | Totale | Totale      | Totale     |
| Giocatore     | Presenze | Reti    | Ammonizioni | Espulsioni | Presenze     | Reti         | Ammonizioni  | Espulsioni   | Presenze | Reti   | Ammonizioni | Espulsioni |
| ------------- | -------- | ------- | ----------- | ---------- | ------------ | ------------ | ------------ | ------------ | -------- | ------ | ----------- | ---------- |
| C. Amato      | 25       | -22     | ?           | ?          | ?            | ?            | ?            | ?            | 25+      | -22+   | ?           | ?          |
| S. Avallone   | 10       | 0       | ?           | ?          | ?            | ?            | ?            | ?            | 10+      | 0+     | ?           | ?          |
| L. Battaglia  | 36       | 2       | ?           | ?          | ?            | ?            | ?            | ?            | 36+      | 2+     | ?           | ?          |
| F. Brini      | 12       | -12     | ?           | ?          | ?            | ?            | ?            | ?            | 12+      | -12+   | ?           | ?          |
| L. Campistri  | 13       | 1       | ?           | ?          | ?            | ?            | ?            | ?            | 13+      | 1+     | ?           | ?          |
| C. Celestini  | 33       | 0       | ?           | ?          | ?            | ?            | ?            | ?            | 33+      | 0+     | ?           | ?          |
| C. Cimmino    | 6        | 0       | ?           | ?          | ?            | ?            | ?            | ?            | 6+       | 0+     | ?           | ?          |
| G. Cinello    | 30       | 6       | ?           | ?          | ?            | ?            | ?            | ?            | 30+      | 6+     | ?           | ?          |
| L. D'Alessio  | 1        | 0       | ?           | ?          | ?            | ?            | ?            | ?            | 1+       | 0+     | ?           | ?          |
| M. Drago      | 1        | 0       | ?           | ?          | ?            | ?            | ?            | ?            | 1+       | 0+     | ?           | ?          |
| M. Ferrario   | 16       | 0       | ?           | ?          | ?            | ?            | ?            | ?            | 16+      | 0+     | ?           | ?          |
| A. Ferraro    | 5        | 0       | ?           | ?          | ?            | ?            | ?            | ?            | 5+       | 0+     | ?           | ?          |
| F. Fonte      | 34       | 3       | ?           | ?          | ?            | ?            | ?            | ?            | 34+      | 3+     | ?           | ?          |
| G. Franchini  | 25       | 0       | ?           | ?          | ?            | ?            | ?            | ?            | 25+      | 0+     | ?           | ?          |
| C. Garella    | 2        | -2      | ?           | ?          | ?            | ?            | ?            | ?            | 2+       | -2+    | ?           | ?          |
| A. Gentilini  | 29       | 1       | ?           | ?          | ?            | ?            | ?            | ?            | 29+      | 1+     | ?           | ?          |
| R. Miggiano   | 28       | 0       | ?           | ?          | ?            | ?            | ?            | ?            | 28+      | 0+     | ?           | ?          |
| C. Parpiglia  | 24       | 2       | ?           | ?          | ?            | ?            | ?            | ?            | 24+      | 2+     | ?           | ?          |
| M. Piscedda   | 30       | 3       | ?           | ?          | ?            | ?            | ?            | ?            | 30+      | 3+     | ?           | ?          |
| F. Pugliese   | 1        | 0       | ?           | ?          | ?            | ?            | ?            | ?            | 1+       | 0+     | ?           | ?          |
| E. Raimo      | 7        | 0       | ?           | ?          | ?            | ?            | ?            | ?            | 7+       | 0+     | ?           | ?          |
| A. Ramponi    | 23       | 0       | ?           | ?          | ?            | ?            | ?            | ?            | 23+      | 0+     | ?           | ?          |
| O. Sorbello   | 35       | 5       | ?           | ?          | ?            | ?            | ?            | ?            | 35+      | 5+     | ?           | ?          |
| V. Vignoli    | 31       | 1       | ?           | ?          | ?            | ?            | ?            | ?            | 31+      | 1+     | ?           | ?          |
| L. Voltatorni | 34       | 1       | ?           | ?          | ?            | ?            | ?            | ?            | 34+      | 1+     | ?           | ?          |